# Perdón, viejita
Perdón, viejita fue una película argentina muda en blanco y negro argentina que se estrenó el 28 de enero de 1927 en el Cine Hindú Palace, ubicado en la calle Lavalle 842 de Buenos Aires, con una capacidad para 1200 espectadores. Es un melodrama, poético, tanguero dirigida por José Agustín Ferreyra. La dirección de fotografía estuvo a cargo de Carlos Torres Ríos y la música de Eduardo Pereyra.
El nombre de la película deriva de un tango que cantaba Carlos Gardel, de Osvaldo Fresedo y José Antonio Saldías de 1925.
Fragmentos de este filme fueron incluidos en la película Aller simple (Tres historias del Río de la Plata) (1998). Fue la última película enteramente muda de Ferreyra y el director salió con ella en gira y Turguenova cantaba el tango homónimo en vivo durante las exhibiciones.

## Sinopsis

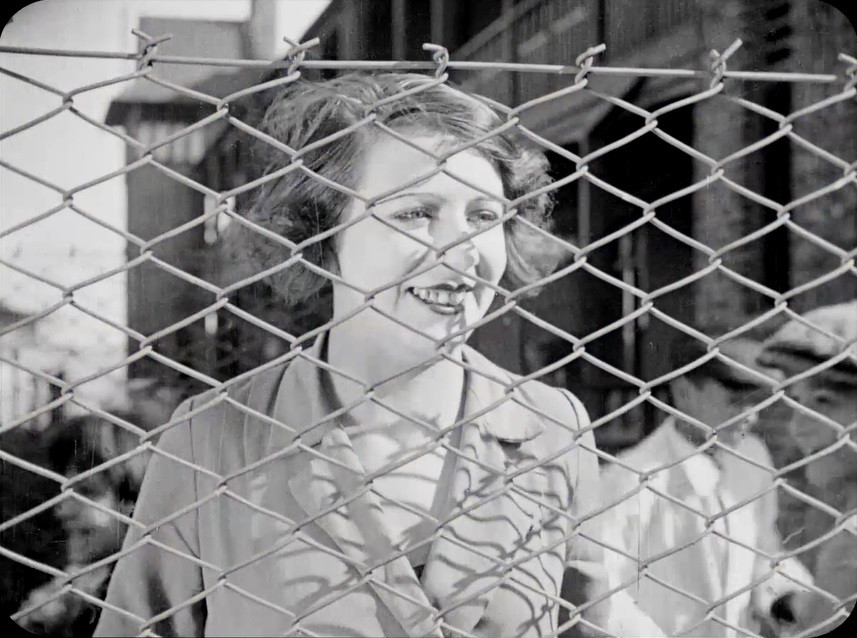
La actriz Stella Maris interpretando a Elena en una escena de la película.

Carlos, un ladrón arrepentido decide volver a su casa donde lo espera su madre, Doña Camila y su hermana Elena, acompañado de Nora, una prostituta y actual pareja. Una vez allí consiguen trabajo y se establecen.
Elena trabaja en una oficina por la noche y es cortejada por un "Don Juan", quien le regala un anillo robado. Nora le prohíbe a Elena seguir viendo a este hombre y trata de devolverle el anillo a ese hombre por medio del amigo de la familia y enamorado de Elena, Preludio.

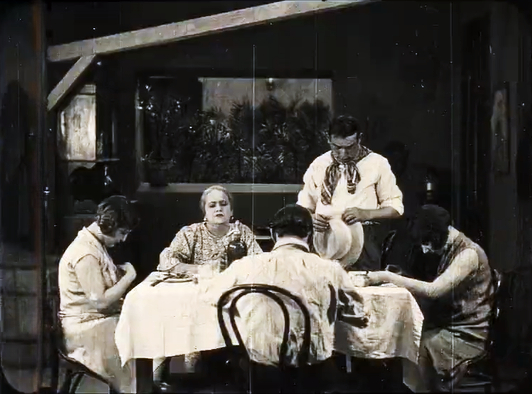
María Turgenova, Floricel Vidal, Ermete Meliante, Álvaro Escobar (de pie) y Stella Maris en la escena final de la película.

Pero el "Don Juan" da aviso a la policía sobre unas joyas robadas que estarían en la casa de Doña Camila, la policía indaga a la familia. Carlos reconoce ante la madre que fue ladrón y Nora por proteger a Elena se entrega.
Nora va presa pero Elena decide decir la verdad y condenar a Don Juan, quien queda preso y Nora en libertad. pero muy abatida decide volver a su vida de antes, el cabaret. Elena llega a su casa y le cuenta la verdad a Doña Carmila.
Carlos va en su búsqueda, pero ella es herida por Gavilán, su dueño en el cabaret, Carlos la rescata y mientras él se encuentra curándola en la casa de Preludio, se hacen presentes Doña Camila y Elena, quien pide perdón a Nora y ella a su vez a Doña Camila por no decirle la verdad.
Todos, incluido Preludio, se van a vivir se van a vivir al campo reconciliados, el final de la película los muestra comiendo alrededor de la mesa al mismo tiempo, unas campanas repiquetean desde el campanario de una iglesia.

## Elenco
- María Turgenova..... Nora
- Stella Maris ....... Elena
- Floricel Vidal....... Doña Camila
- Ermete Meliante...... Carlos Riú
- Álvaro Escobar..... como Preludio
- Mario Zappa ..... como el "Don Juan"
- Luis Moresco[4]

## Perdón, viejita (tango)
"Yo estaba loco, fui un pobre hombre,
Yo la quería con devoción.
Vos me decías: "Tené cuidado…"
 Yo enceguecí de pasión.
Aquella noche junté mis pilchas
 y sin decirte tampoco adiós,
te abandonaba, viejita mía,
para cambiarte por ese amor,
¡Perdón, viejita!
Única amiga
que me reciba
tu bendición.
 Y me arrodillo
beso tus manos,
y una y mil veces,
pido perdón.
 Tuve el castigo, porque cobarde.
me dejó sola con su querer…
 Y, desde entonces, con tu memoria
mi soledad acompañé.
Hoy he vuelto mamá, pa' regalarte
dulces sonrisas en tu vejez…
Serás abuela, voy a pagarte
toda la pena que te causé".

## Restauración
En febrero de 2017, setenta años después de su estreno, se restauró el film. La versión recuperada de este clásico suma 19 minutos a la que se conservaba hasta ahora. Con muchas escenas filmadas en exteriores, retrata una Buenos Aires de otra época. La restauración comenzó en septiembre, con el apoyo de Gotika, una empresa dedicada a la recuperación de material fílmico.
Marcela Cassinelli, presidenta de la Fundación dijo que: 

“Esta pasa a ser una de las pocas películas argentinas del período mudo que se conservan completas. Es un verdadero documento, que además pensamos llevar a festivales internacionales”.